# Courtes-pattes
La courtes-pattes est une race de poule domestique originaire d'Europe (Allemagne (Krüper), Danemark (Luttehøns), France...)

## Description
Volaille à corps fourni et allongé, porté horizontalement sur des pattes courtes ; emplumage fourni et long. Tempérament confiant. 

### Origine
C'est une ancienne poule fermière des régions ouest de la France (et nord-ouest de l’Allemagne). En Allemagne, elle est inscrite en 2001 comme race de l'année de la Gesellschaft zur Erhaltung alter und gefährdeter Haustierrassen.

### Standard

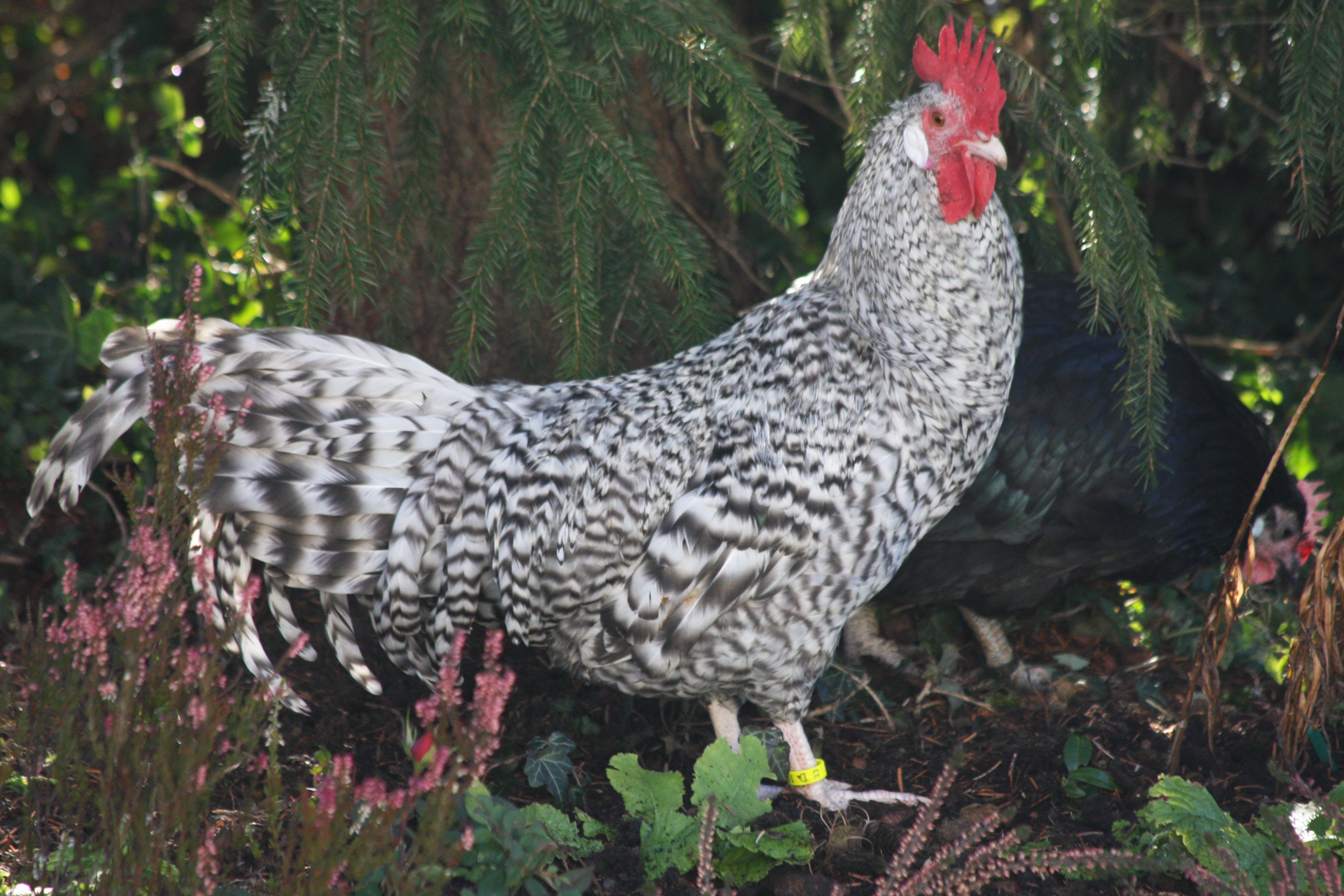
Coq au plumage coucou.

- Masse idéale : Coq : 1,75 à 2,25 kg ; Poule : 1,5 à 2 kg.
- Crête : simple
- Oreillons : blancs
- Couleur des yeux : noirs
- Couleur de la peau : blanche
- Couleur des tarses : selon variété
- Variétés de plumage : noir, blanc, coucou, noir marbré blanc, noir marbré doré, doré saumoné.
- Œufs à couver : min. 60g, coquille blanche
- Diamètre des bagues : Coq : 18mm ; Poule : 16mm

### Club officiel
- Conservatoire des races normandes et du Maine

## Sources
- Le Standard officiel des volailles (Poules, oies, dindons, canards et pintades), édité par la SCAF..